# Хоканс, Даниэль
Даниэль Ноэль Микаэль Хоканс (фин. Daniel Noel Mikael Håkans; 26 октября 2000 года, Вааса, Финляндия) — финский футболист, полузащитник польского клуба «Лех Познань» и сборной Финляндии.

## Клубная карьера
Даниэль Хоканс начинал заниматься футболом в своем родном городе Вааса в местном клубе «Васа ИФК» в лиге Какконен. Перед началом сезона 2019 футболист перебрался в клуб Вейккауслиги СИК, с которым в августе и дебютировал в высшем дивизионе Финляндии.
В 2022 году Хоканс был отдан в аренду в норвежский «Йерв». По результатам сезона команда выбыла из Элитсерии, но футболист подписал с клубом полноценный контракт. Но уже в феврале 2023 года «Волеренга» выкупила договор финского нападающего.

## Карьера в сборной
В июне 2023 года в матче отбора к Евро 2024 против Словении Даниэль Хоканс дебютировал в сборной Финляндии. Уже в следующем матче против Сан-Марино Хоканс вышел на замену на 60-й минуте матча и через 15 минут оформил хет-трик.